# Lista orașelor din Cuba

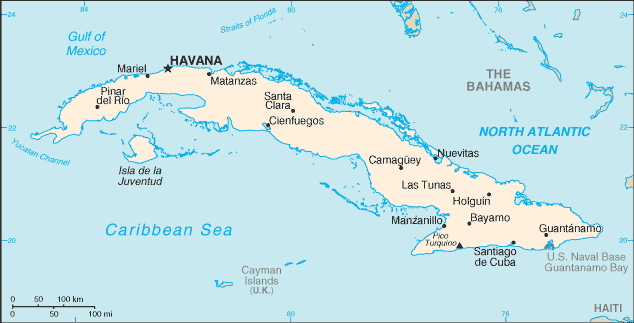
Harta Cubei

Aceasta pagină este o listă a orașelor din Cuba sortate după numărul de locuitori (2003).
- Havana, 2.201.610
- Santiago de Cuba, 423.392
- Camagüey, 301.574
- Holguín, 269.618
- Santa Clara, 210.220
- Guantánamo, 208.145
- Bayamo, 144.664
- Victoria de Las Tunas, 143.582
- Cienfuegos, 140.734
- Pinar del Río, 139.336
- Matanzas, 127.287
- Ciego de Avila, 106.225
- Sancti Spiritus, 98.283
- Manzanillo, 97.038
- Cardenas, 80.832
- Palma Soriano, 76.179
- Morón, 53.551
- Nueva Gerona, 46.923
- Contramaestre, 44.752
- Colón, 44.520
- Artemisa, 43.427
- Güines, 42.801
- Sagua La Grande, 41.756
- Trinidad, 41.293
- Placetas, 40.982
- Baracoa, 39.190
- Nuevitas, 38.995